# Ruth Ellis
Ruth Charlotte Ellis (23 de julho de 1899 – 5 de outubro de 2000) foi uma mulher afro-americana conhecida por ser uma ativista dos direitos LGBT e a mais velha lésbica assumida sobrevivente, aos 101 anos. Sua vida é celebrada no documentário de Yvonne Welbon, Living With Pride: Ruth C. Ellis @ 100.

## Vida pregressa
Ellis nasceu em Springfield, Illinois, em 23 de julho de 1899. Ela era a mais nova de quatro filhos, seus irmãos eram Charles, Harry e Wellington Ellis sendo ela a única mulher em sua família. A mãe de Ellis, Carrie Farro Ellis, morreu quando ela era adolescente, enquanto seu pai, Charles Ellis Sr., foi o primeiro carteiro afro-americano em Illinois.
Ellis se tornou aberta sobre sua identidade como lésbica por volta de 1915, mas afirmava nunca ter precisado se assumir, pois sua família estava aceitando. Ela se formou na Springfield High School em 1919, numa época em que menos de sete por cento dos afro-americanos se formavam no ensino médio. Na década de 1920, ela conheceu a única mulher com quem viveu, Ceciline "Babe" Franklin. Elas se mudaram juntas para Detroit, Michigan, em 1937.

## Carreira
Ellis passava os dias trabalhando para uma gráfica, mas mudou-se para Detroit em 1937 para cuidar de um menino em Highland Park. Incentivada pela promessa de melhores salários, ela trabalhou por US$ 7,00 por semana, o que equivale a US$ 125,62 hoje. No entanto, ela logo colocou o conhecimento que tinha da prensa, que havia adquirido em Springfield, para trabalhar e garantir uma posição na Waterfield and Heath, onde trabalhou até abrir sua própria prensa na casa do West Side que ela dividia com Franklin. Seu negócio de impressão, a Ellis & Franklin Printing Co., foi a primeira gráfica de propriedade de uma mulher no estado de Michigan.

## Vida pessoal
Seus hobbies incluíam dança, boliche, pintura, tocar piano e fotografia. A casa de Ellis e Franklin também era conhecida na comunidade afro-americana como o "ponto gay". Era um local central para festas gays e lésbicas e também servia como refúgio para gays e lésbicas afro-americanos. Ela continuaria a apoiar aqueles que precisavam de livros, comida ou assistência com mensalidades universitárias. Ao longo de sua vida, Ellis foi uma defensora dos direitos de gays e lésbicas e dos afro-americanos. Logo após seu 70º aniversário, devido à sua fama na comunidade, Ellis se tornaria uma presença constante no "Michigan Womyn's Music Festival".
Em seu 100º aniversário, ela liderou e cantou Happy Birthday to You pela Marcha Dyke de São Francisco de 1999. Embora Ellis e Franklin eventualmente tenham se separado, elas ficaram juntas por mais de 30 anos. Franklin morreu em 1973 de um ataque cardíaco a caminho do trabalho.

## Morte
Ellis ficou hospitalizada por duas semanas com problemas cardíacos, mas queria passar seus últimos dias em casa. Ellis morreu dormindo nas primeiras horas da manhã de 5 de outubro de 2000 aos 101 anos. Suas cinzas foram espalhadas no festival Womyn seguinte e no Oceano Atlântico, perto de Gana.

## Ruth Ellis Center
O Ruth Ellis Center homenageia a vida e o trabalho de Ruth Ellis e é uma das quatro únicas agências nos Estados Unidos dedicadas a jovens e adultos LGBT sem-teto. Entre seus serviços estão um centro de acolhimento, programas de moradia de apoio e um Centro de Saúde e Bem-Estar integrado que fornece cuidados médicos e de saúde mental.

## Homenagens e realizações
Ellis estava sendo reconhecida nas principais publicações LGBT em todo o país, assim que seu filme, semelhante a um documentário, estava sendo lançado, "Living With Pride: Ruth Ellis @ 100". O filme ganhou várias honrarias importantes em diferentes festivais de cinema importantes. Em 2009, ela foi introduzida no Hall da Fama do Michigan. Em 2013, ela foi introduzida no Legacy Walk, uma exibição pública ao ar livre que celebra a história e as pessoas LGBT.
Ellis também foi a colaboradora mais antiga de Piece of My Heart: A Lesbian of Colour Anthology. Ela foi entrevistada pela poetisa e ativista Terri L. Jewell por volta de 1989/1990.